# La cobarde
La cobarde é uma telenovela mexicana, produzida pela Televisa e exibida em 1962 pelo Telesistema Mexicano.

## Elenco
- María Rivas
- Julio Alemán
- Prudencia Grifell
- Anita Blanch